# Сулејман Величанствени (ТВ серија)
Сулејман Величанствени (тур. Muhteşem Yüzyıl, дословно „Величанствени век“) турска је телевизијска серија, снимана од 2011. до 2014. године.
У Србији серија је премијерно емитована на три ТВ канала: Прва српска телевизија (1. и 2. сезона) Нова.рс (3. сезона) и РТВ Пинк (3. и 4. сезона). Серија се током 2016. и 2017. приказивала на телевизији Студио Б, а од 2018. године на телевизији Прва ворлд.

## Радња
Почиње величанствени век Османског царства. Величанствени успон султана Сулејмана у свом је замаху...
Када је као двадесетшестогодишњак отпочео своју владавину, султан Сулејман имао је циљ — ојачати Османлијско царство, тако да буде непобедиво, снажније чак и од империје Александра Великог.
Владао је 46 година и за то време постао је највећи ратник и владар Истока и Запада. Сулејман је вест о наслеђивању престола примио 1520. године, док је био у лову. Несвестан да ће морати да влада у супротности са својим уверењима и сновима, он оставља супругу Махидевран и свог сина, принца Мустафу, у палати у Маниси. Са својим пријатељем Ибрахимом креће да преузме престо у Топкапи палати у Истанбулу.
Док су они започињали дуго путовање, отомански брод запловио је са Крима преко Црног мора, доносећи робиње, као дар Палати. Ту је била и Александра Лисовска, ћерка украјинског православног свештеника. Ова млада девојка отета је од породице и продата у бело робље. Била је непријатна према отоманским слугама на броду, несвесна да ће постати Хурем, султанија, мајка принчева, која ће заједно за супругом владати величанственим царством и бити сведок многих крвопролића и интрига.
Као и бацање света под ноге и велика страст која султана веже за Хурем имаће велику цену. Када види да је његов најбољи пријатељ и велики везир Ибрахим погубљен, Сулејман ће бити принуђен да нареди погубљење рођених синова... Игра моћи за Хурем ће бити крвава и немилосрдна. Али она ће прихватити све што води до коначне победе...

### Сезона 1
Султан Сулејман (познатији као Сулејман Величанствени) долази на власт 1520. године после смрти свог оца Селима Првог. Вест о његовој смрти добија док је у Маниси у лову са својим најбољим другом Ибрахимом. Одмах креће на пут за Истанбул да преузме Отомански престо и оставља за собом своју конкубину Махидевран и сина Мустафу који има око 5 година. По доспећу у престоницу именује Ибрахима за свог надзорника одаје и наређује погубљење Џафер-аге (предводника морнарице).
У исто време, са Крима испловљава брод који преко Црног Мора за Константинопољ носи робиње као дар за новог султана међу којима је и Александра Лисовска чија породица је побијена приликом Татарског напада на њено село. Она бива кажњавана због своје тврдоглавости и дрскости, али ни по доласку у Топкапи палату, она не показује намеру да се покори. Брзо бива стављена у султанов харем. Прве ноћи у палати она има сан о својим родитељима који јој говоре да једино ако она постане моћна, моћи ће да освети своју породицу.
После ове прве ноћи, она показује велику интелигенцију и прихвата правила харема. Брзо запада у очи и самом султану једне вечери плешући за њега на забави коју је организовала његова султанија мајка Ајше Хафса. У међувремену у палату пристиже и Махидевран са својим сином Мустафом. Алекандра на султанов позив одлази у његове одаје, али тек друге ноћи је у могућности да види султана. Он јој даје име Хурем и бива очаран њоме, Махидевран брзо пада у сенку.
Следе сукоби између Махидевран и Хурем који кулминирају када недуго након сазнања о трудноћи, Махидевран изгуби дете. Бесна на Хурем она је испребија у ходнику што службеници харема покушавају да заташкају (Даје-хатун, Нигар Калфа и Зумбул-ага) по наређењу мајке султаније. Сулејман је бесан када сазна шта се десило и Махидевран коначно губи његову наклоност. Хурем уз помоћ Сулејмана постаје муслиманка и од њега прима многе дарове. Две невине робиње страдају да би заташкале догађаје које је узроковала Махидевран. Ибрахим упознаје султана са Матракчи Насух - ефендијом који је изврстан играч матрака и искусан војник.
Султанова сестра Хатиџе се заљубљује у Ибрахима (надзорника одаја) и Гулфем-хатун подржава султанију и преноси поруке између њих. Они се виђају у тајности све до великог похода на који су ускоро кренули. Османска војска осваја Смедерево, Београд и Земун, а краљ Мађарске бежи у Будим (Будимпешту). Султанова мајка покушава да искористи Сулејманово одсуство да уда Хурем за сина једног паше, али Хурем остаје трудна. Махидевран покушава да је отрује прве вечери по султановом повратку у престоницу. Сулејман јој поклања живот једино ради свог сина Мустафе. Хурем рађа свог првог сина Мехмета 1521. године, недуго после султановог повратка у престоницу. Такође добија своје одаје где се пресељује заједно са својом најбољом другарицом Маријом (Гулнихал). Ибрахим плашећи се њене моћи која брзо расте, управо Марију шаље султану два пута у кревет. Хурем је бесна, умало не убија своју пријатељицу. На крају јој шаље отровано крзно, и њено лице бива унакажено.
Из приче са Хатиџе, Хурем сазнаје за љубав између ње и Ибрахима. С једне стране се претвара да чува њену тајну зато што јој је пријатељица, али са друге не жели да Ибрахим стекне још већу моћ удајом за султанову сестру. Сулејман и њена мајка планирају да је удају за сина једног паше. На прослави њене веридбе, нова робиња коју је у палату довео Ибрахим, Викторија пали собу у којој се налазе деца, а после тога их спашава из пожара и тако задобија поверење царске породице. Предстоји захлађење између Хурем и султана када она оптужи Махидевран за све што се догодило те ноћи.
Хурем рађа своје друго дете, ћерку Михримах 1522. године за време опсаде Родоса. При повратку са Родоса чини се да ће опростити Хурем, али исте ноћи зове Махидевран у своје одаје. Између њих се не дешава ништа. Једна робиња Ајша-хатун бива убијена када је открила да Викторија (Садика) нешто смера. Захваљујући свађи коју је тај дан имала са Ајше, Хурем бива оптужена за њено убиство и послата у Стару палату у Трабзону са својом ћерком. Ибрахим открива истину, захваљујући робињи која тврди да жена коју је видела те ноћи, због стаса није могла бити Хурем. Он нуду Хурем да се врати у палату под условом да пољуби скуте свим члановима царске породице.
Сви у палати сазнају за осећања између Хатиџе и Ибрахима захвлаљујући писму које при свом одласку у Паргу, Ибрахим који је постао велики везир после успешне опсаде Родоса, оставља султану. Султан шаље људе по њега да га врате из Парге и одобрава његов брак са својом сестром.
Хурем се враћа у палату, и у султаново срце. Следи много дана њихове узајамне љубави.

### Сезона 2
Хурем рађа своје треће дете и другог сина који добија име Селим. Убрзо у њен живот се из прошлости враћа њен вереник Лео. Она не успева да га наговори да оде из престонице. Ибрахим одлази у Египат да донесе главу Ахмет-Паше који је издао султана и државу. Он оставља своју супругу Хатиџе у другом стању. Султан одлази у лов, јаничари користе прилику да подигну побуну због велике количине злата која се потрошила на венчање Ибрахима и Хатиџе. Султан је у лов повео и Хурем, Мустафу и Мехмета. Они се враћају пре њега и бивају принуђени да се сакрију у палату Хатиџе Султане. При паљењу палате, Хатиџе губи бебу, а Лео бива тешко рањен.
Ибрахим сазнаје ко је Лео и мисли да је он Хуремин љубавник. Њега баца у тамницу, а султанију зове у своју палату. Тамо јој даје отроване слаткише и каже јој да бира које од њих ће наставити да живи. Хурем је опет трудна и трује Леа, али не без гриже савести. У међувремену у Ибрахимовом врту, Садика потеже нож на Сулејмана, али овај је баца на под и сазнаје да ради за краља Лајоша. Њу убијају, а њему објављују рат. Пред почетак похода на Будимпешту, Хурем рађа свог трећег сина који добија име Бајазит. Поход је успешан, Сулејман као свог новог управника одаја поставља чувеног Бали-Бега.
Сулејман по свом повратку зауставља побуну, нареди погубљење вођа побуне и војницима дели злато из трезора. Сулејман води љубав и са Садиком која сада ради за султанију Хатиџе. При приспећу две робиње из Русије, Хурем прави љубоморну сцену султану претећи му да ће отићи или се убити ако не пошаље те робиње одакле су дошле. Он је бесан, али на крају уради оно што је тражила и они се мире. У њихове животе улази Изабела Фортуна која је отета са свог брода од стране Турских гусара. Султан брзо бива очаран њоме што Хурем не подноси. Са друге стране, како Махидевран тако и сви женски чланови царске породице чине све да је ставе под око Султану. Хурем на разне начине покушава да је се отараси, али ништа нема ефекта.
Када је испунио своју сврху са принцезом Изабелом, он намерава да је се отараси. Наређује Нигар Калфи да је отрује знајући да ће султанија Хурем бити сматрана за кривца, али Нигар убија принцезину помоћницу и помаже Гул-Аги да је вежу и одвуку у перионицу. Принцеза мистериозно нестаје следећег јутра. Иако немају никаквог доказа за то, сви тврде да је мртва и да ју је Хурем убила. Хурем прича Михримах о томе како ће све да уради да заштити њу и њену браћу, како ће се отарасити султанове мајке, Махидевран, Мустафе. Султан сазнаје за ово од своје мајке и зове је у своје одаје, али јој прашта још једном.
Хатиџе рађа свог првог сина којем дају име Мехмет. Хурем га спашава при порођају, али касније жели да отрује Ибрахима. Успева да се он онесвести, али не успева да га убије. Његов син се разболео од тог отрова који се преноси преко коже, али успевају да га спасу. Хатиџе заспи приликом дојења и ненамерно удави бебу. Ибрахим окривљује Хурем за смрт свог сина и носи Сулејману Леов дневник, али док је терао Хурем да га гласно чита султану добили су вест да је Хатиџе покушала да изврши самоубиство. Хурем баца књижицу са терасе, али она пада у руке Махидевран. Нигар га краде, али после неког времена тефтер опет запада Махидевран у руке и она га предаје султановој мајци која разуме Леов језик. Она је шокирана када га прочита и зове Хурем у своје одаје. По свим изгледима, Хурем се овај пут неће извући. Хурем покушава да јој објасни да Лео није њен љубавник и да је Сулејман њена једина љубав.
Валиде добија срчани удар и пада на под. Даје даје тефтер Хурем јер не жели да види њу и њену децу погубљене, а за узврат добија тапију за земљу. Хурем пред Валидом пали тефтер. Хурем добија жељу да гради на Меки и Медини у добротворне сврхе, из тог разлога Султан јој даје слободу јер само слободна жена може да гради на Светој земљи. Сви су напети због ове одлуке, али Хурем жели и венчање јер није пристојно да муслиманка спава са мушкарцем неудата. Султан је шаље у изгнанство са својом ћерком у кућицу за лов. Једном приликом док је Михримах болесна он их посећује и тамо проводи ноћ са својом ћерком.
Валиде наређује Ибрахиму да унајми људе који ће убити Хурем плашећи се да ће успети у својој намери да се венча са Султаном. Зове је у палату да види своје синове усред ноћи и поставља јој заседу. Даје Хатун у последњем тренутку шаље Бали-Бега да јој помогне. Хурем успева да побегне, али пада у јарак и бива тешко повређена. Сулејман је проналази и враћа у замак, царска породица долази да јој пожели брзо оздрављење.
Следи церемонија обрезивања принчева Мустафе, Мехмета и Селима. У истом дану следи чин венчања султана са Хурем што је у народу и у његовој породици примљено са филозофском уздржаношћу. Валиде се онесвешћује, а Махидевран је шокирана и бесна...
Валиде узима ствари у своје руке и покушава да уразуми свог сина. Поставља Хурем замку не би ли ова признала свој однос са Леом, али Хурем успева да види њену намеру и још једном Сулејман придикује својој мајци због њеног односа са његовом законитом женом. У палату стиже Кримска принцеза, братаница Валиде Султаније на њен захтев после смрти Кримског кана када Валидина браћа започињу крваву борбу за престо.
Ајбиге упознаје Хурем на прослави Нигариног венчања са Матракчи Насух ефендијом и веома су наклоњене једна другој што Валиде покушава ревносно да спречи јер не сматра Хурем за добру другарицу. Незадовољна њиховим константним увредама, Хурем излаже проблем пред Сулејманом који не губи време да подсети своју мајку и Махидевран да је Хурем његова жена као и мајка четворо његове деце. Валиде одлази увређена, а Махидевран по повратку у своје одаје искаљује своју срџбу и фрустрираност.
Прве брачне ноћи, Нигар уместо свог мужа у кући затиче Ибрахим Пашу и њих двоје започињу потенцијално опасну романсу. По повратку у своју палату, Ибрахим је затечен вешћу да се Хатиџе Султаније породила и поново је затечен вешћу да је на свет донела близанце (дечака и девојчицу). Сулејман им даје имена Хуриџихан и Осман и долази до новог сукоба између Хурем и Махидевран. Већ исфрустрирана, Махидевран затиче да су сви отишли назад за Топкапи не сачекавши је.
Она прави сцену султану захтевајући своју слободу као Хурем, али Султан то одлучно одбија. Затим тражи да њу и Мустафу пошаљу у Санџак као што је то обичај кад принц постане пунолетан. Због своје дрскости, Махидевран умало бива прогнана из престонице без свог сина, али Мустафа иступа у њену одбрану захтевајући од свог оца да их пошаљу заједно у Едирне (Једрене). Сулејман нерадо пристаје. Они ускоро одлазе из палате.
Хурем рађа своје последње дете и још једног сина Џихангира. Са седамнаест година, Мустафа се заједно са својом мајком враћа у престоницу до његовог коначног именовања за управник Сарухана (Манисе). Уз благослов Валиде Султаније, Махидевран формира Мустафин харем. Валиде се претвара да тражи Хуремине савете за управљање харемом док потајно плаћа једној робињи да подстиче нереде у палати потпомогнута са Махидевран. Нереди кулминирају током Султановог похода када се појави један случај крађе у извођењу Валиде Сутаније. Све Хуремине одане слуге бивају онемогућене да јој помогну када се једна робиња (миљеница принца Мустафе) спали на очиглед целог харема.
Покушај спаљивања Хурем живе бива осујећен када Даје Хатун успе да се пробије са стражарима и заустави побуну. Хурем склањају у палату Хатиџе Султаније, али се ова убрзо враћа у Топкапи и претњом Валиди наводи је да одустане од свих покушаја против ње док је Сулејман одсутан. Хурем избацује једну од својих робиња (Нору) под изговором да није успела да је спаси. Махидевран је узима у принчев харем јер је њено највеће животно задовољство да нервира Хурем, али Хурем предвиђајући да ће тако бити заправо поставља шпијуна у Мустафин харем.
По свом повратку, Сулејман је бесан када види Хуремино унакажено лице и сместа пребацује својој мајци због неспособности да управља харемом и Ибрахиму коме је поверио њен живот и који му није предао њено писмо док су били у походу. Ибрахим покушава да изглади ствари између Хурем и Валиде Султаније, али ова друга упорно одбија да прихвати Хурем.
Нора бива позвана у принчеве одаје. Гулшах покушава да Даје избаци из палате пошто је ова претходно отпуштена јер се усудила да спаси Хуремин живот и потпише писмено сведочење о свему што се десило. Хурем јој наређује да је остави на миру и због тога разјарена Махидевран трчи у њене одаје да јој пребацује, али у тренутку када дигне руку на њу појављује се Сулејман који захтева да се извини. Она то чини преко воље, а затим одлази да плаче свом сину који после тога има жучну свађу са својим оцем. По повратку у своје одаје тамо затиче Нору како спава.
Нора очарава принца и он јој даје име Ефсун. Он одбија да изађе свом оцу на очи упркос Султановом позиву. Ибрахим успева да га натера да дође на молитву са својим оцем јер зна колико би то било погубно за њихов однос ако се не би појавио. Сулејман враћа Даје на дужност уз приговоре своје мајке, незадовољство Махидевран и задовољство Хурем.
Ефсун има наређење да отрује принца, али се каје у последњем тренутку и обара његов тањир. Мустафа добија температуру у исто време када је и Џихангир болестан. Мустафи брзо бива боље, али проналазе да је Џихангир рођен са грбом. Покушавају да му помогну док је још беба, али нема лека. Ефсун остаје трудна и то саопштава принцу. Махидевран покушава да се отараси детета чим сазна, али је Мустафа спречава да му науди. Убрзо Махидевран и Валиде смишљају да натерају Мустафу да узме Ајбиге за жену.
У почетку налазе на изричито противљење. Ајбиге је заљубљена у Бали-бега, али после његовог константног одбијања решава да се покори жељи своје тетке. Мустафа такође одлично одбија овај предлог, али прихвата након што сазна да је Ефсун некад радила за Хурем. Хурем на све начине покушава да спречи ово венчање. Валиде у међувремену сазнаје за Ефсунину трудноћу и наређује да она абортира. Абортус бива извршен ноћу, али Ефсун губи много крви. На самрти она признаје да је хтела да га отрује по Хуремином наређењу.
Сулејман се прави да тражи од Хурем да попије отров, али у ствари јој даје само напитак за спавање. Када се пробуди, између њих је све у реду. Хурем кује план како да заустави Махидевран у њеној намери да ожени Мустафу са Ајбиге. Тим поводом, непрестано нуди Ајбиге помоћ око своје праве љубави и успева да њих двоје под изговором да иду на Крим, побегну заједно.
Приликом Џихангировог опоравка, Сулејман губи свест и сви се боје да ће умрети. Махидевран прижељкује његову смрт и већ кује планове за погубљење Хуреминих синова. Мустафа се одлучно супротставља оваквим идејама па тражи помоћ од Ибрахима, али и он јој говори да је прерано да о томе мисле јер се и даље нада Сулејмановом оздрављењу. Валиде сазнаје за њене планове и ради сигурности шаље децу у палату Хатиџе Султаније. Уз помоћ Ибрахим Паше, Мехидевран хвата одбегли пар. Сви њени планови за Мустафину удају су осујећени, али како је Султан само на корак до смрти већ прижељкује моменат када ће постати Валиде Султанија, а њен син сести на престо.
Сулејман се буди и Махидевран пада још дубље у његовим очима. Мустафа спречава Бали-бејево погубљење на Хуремину радост и Махидевранино разочарање. Валиде сазнаје за Ибрахимову прељубу и пада у несвест пред Султаном у покушају да га обавести. За време њене болести, Сулејман поставља Махидевран као управницу харема, али недуго затим Валиде Султанија умире. Нигар и Ибрахим су се растали, али она чека његово дете о чему он бива обавештен тек касније. Гулшах сазанје и Ибрахим наређује да је убију, али она се неким чудом спашава и тражи Хуремину помоћ у замену за ову информацију. Хурем дознаје да Ибрахим већ годинама вара Хатиџе Султанију и без одлагања упознаје султанију с том чињеницом потпомогнута Гулшиним сведочењем и довођењем Нигар пред њене очи.
Махидевран купује најскупоценији намештај за палату свог сина у Маниси те уваљује харем у незапамћене дугове и то пред нови поход. Ову чињеницу вешто крије, али жена од које је позајмила новац прави скандал у харему. Гулфем која је постављена за ризничарку сазнаје за све дугове. Потпомогнута овим, Хурем плаћа једној робињи да нападне Гулфем и узвикне Махидевранино име. У исто време шаље Зумбул-агу да спаси Гулфем. Сулејман сазнаје за дугове, ослобађа Махидевран дужности и шаље је у Манису код свог сина.
Ибрахим признаје свој однос са Нигар. Хатиџе одлучује да се разведе од њега. Сулејман именује Хурем за управницу харема.

## Сезоне
| Сезона | Сезона | Број епизода (н / и)              | Приказивање у Турској                 | Приказивање у Србији                                                                   |
| ------ | ------ | --------------------------------- | ------------------------------------- | -------------------------------------------------------------------------------------- |
|        | 1      | 24 / 48 (1 — 24) / (1 — 48)       | 5. јануар 2011 — 22. јун 2011. ()     | 14. фебруар 2012 — 28. април 2012. (Прва)                                              |
|        | 2      | 39 / 78 (25 — 63) / (49 — 126)    | 14. септембар 2011 — 6. јун 2012. ()  | 30. април 2012 — 7. јануар 2013. (Прва)                                                |
|        | 3      | 40 / 92 (64 — 103) / (127 — 218)  | 12. септембар 2012 — 19. јун 2013. () | 17. децембар 2013 — 31. март 2014. (Нова) 19. септембар 2014 — 22. јануар 2015. (Пинк) |
|        | 4      | 36 / 93 (104 — 139) / (219 — 311) | 18. септембар 2013 — 11. јун 2014. () | 22. јануар 2015 — 8. јун 2015. (Пинк)                                                  |

## Улоге
| Име глумца                               | Улога                        | Објашњење | Сезона |
| ---------------------------------------- | ---------------------------- | --- | ------ |
| Халит Ергенч                             | султан Сулејман              | Десети султан османсог царства. | 1-4    |
| Мерјем Узерли Вахиде Перчин              | султанија Хурем              | Сулејманова законита жена. Најмоћнија жена у историји Османског царства. Једна од најмоћнијих жена у историји целога света. Мајка Селиму II, Мехмету, Михримах, Бајазиту и Џихангиру. | 1-4    |
| Енгин Озтурк Игит Уст                    | султан Селим II              | Други син султаније Хурем и султана Сулејмана, 11. османски султан и муж султаније Нурбану. | 3-4    |
| Меве Болур                               | султанија Нурбану            | Прва робиња која је постала Валиде Султанија, супруга султана Селима II и мајка Мурата III. | 4      |
| Мехмет Гунсур Тунч Орал                  | принц Мустафа                | Први син султана Сулејмана и султаније Махидевран. | 1-4    |
| Пелин Карахан Мелис Мутлуч               | султанија Михримах           | Ћерка султана Сулејмана и султаније Хурем, супруга Рустем-паше и сестра Селима, Џихангира, Мехмета, Бајазита, Мустафе и Разије. | 1-4    |
| Арас Булут Ијнемли Ерхан Џан Картал      | принц Бајазит                | Трећи син султаније Хурем и султана Сулејмана. | 3-4    |
| Озен Гувен                               | Рустем-паша                  | Велики везир и супруг султаније Михримах. | 3-4    |
| Нур Фетахоглу                            | султанија Махидевран         | Сулејманова прва жена и мајка принца Мустафе. | 1-4    |
| Селма Ергеч                              | султанија Хатиџе             | Прва ћерка султана Селима и султаније Ајше Хасфе. Супруга Ибрахим-паше, мајка султаније Хуриџихан и султанзаде Османа. | 1-3    |
| Окан Јалабик                             | Ибрахим-паша Паргалија       | Велики везир османског царства и муж султаније Хатиџе. | 1-3    |
| Небахат Чехре                            | мајка султанија Ајше Хафса   | Жена султана Селима првог и мајка Сулејмана, Хатиџе, Бејхан, Фатме и Шах. | 1-2    |
| Толга Сариташ Кимдир Аибарс Картал Озсон | принц Џихангир               | Четврти син султаније Хурем и султана Сулејмана. | 3-4    |
| Гурбеј Илери Арда Аранат                 | принц Мехмет                 | Први син суталније Хурем и султана Сулејмана. | 1-3    |
| Мелтем Џумбул                            | султанија Фатма              | Ћерка Селима I и султаније Ајше Хасфа, сестра Сулејмана, Хатиџе, Бејхан и Шах. Бивша жена Мустафа-паше, Многи сматрају да је као и своје сестре - Хатиџе султанија, Шах султанија и Бејхан султанија имала веома лош однос са Хурем султанијом, била је позната под надимком: Султанија среће и забаве, јер како се причало није скидала осмех са лица, а волела је и често да приређује забаве. | 4      |
| Дениз Чакир                              | султанија Шах                | Најмлђа кћи Селима I и султаније Ајше Хасфа, сестра Сулејмана, Хатиџе, Бејхан и Фатме. Жена Лутфи-паше, мајка султаније Есмахан. | 3      |
| Селим Бајрактар                          | Зумбул ага.                  | Ага у харему, одани слуга Хурем султаније. | 1-4    |
| Берак Тузунатаћ                          | Михруниса-хатун              | ћерка Хазар Хајретин-паше и жена принца Мустафе. | 4      |
| Толга Текин                              | Хазар Хајретин-паша          | Капудан-паша, морепловац и отац Михрунисе-хатун. | 3-4    |
| Бурџу Озберк Хелин Чал                   | султанија Хуриџихан          | Ћерка султаније Хатиџе и Ибрахим-паше. | 3-4    |
| Пинар Чаглар                             | султанија Бејхан             | Ћерка Селима I и султаније Ајше Хасфа, сестра Сулејмана, Хатиџе, Фатме и Шах. Жена Ферхат-паше. | 1-3    |
| Селен Озтурк                             | Гулфем                       | Сулејманова миљеница и најбоља пријатељица султаније Хатиџе. | 1-4    |
| Бурак Озчивит                            | Бали-бег Малкочоглу          | Управник двора. | 1-3    |
| Филиз Ахмет                              | Нигар-калфа                  | Калфа у харему, љубавница Ибрахим паше. | 1-3    |
| Тунџел Куртиз                            | Ебусуд Ефендија              | Кадија. | 3-4    |
| Серкан Алтунорак                         | Таслиџали Јахја-бег          | Слуга принца Мустафе, његов повереник и друг. (судећи по надимку Таслиџали је Пљевљак или из околине) за време турске окупације Пљевља је носила име Таслиџа | 3-4    |
| Сабина Ајрула Тозија                     | Госпа Афифе                  | Ризничарка. | 3-4    |
| Еџем Ћалик                               | Есмахан султанија            | Ћерка султаније Шах и Лутфи-паше. | 3      |
| Бурџу Гунер                              | Дијана / Фахрије-калфа       | у почетку јој је задатак био да убије Хурем султанију, али касније јој се придружила у савладавању Хатиџе султаније, Фатма султаније, Назенин султаније и Шах султаније, касније је постала калфа у харему и после смрти Афифе-хатун постаје ризничарка у харему. | 3-4    |
| Фатих Ал                                 | Матракчија Насух-Ефендија    | Ефендија на двору, пријатељ Ибрахим-паше и Бали бега | 1-4    |
| Сарп Акаја                               | Атмаџа                       | пријатељ Хазар Хајретин-паше и принца Мустафе. | 4      |
| Фехми Каралслан                          | Ајаз-паша                    | Велики везир после смрти Ибрахим-паше. | 1-3    |
| Селма Кечик                              | Госпа Даје                   | Слуга мајке султаније и ризничарка у харему. | 1-2    |
| Алмеда Абази                             | Назенин султанија / Валерија | Сулејманова миљеница и мајка Разије султаније. | 4      |
|                                          | султанија Разије             | ћерка султана Сулејмана и Назенин султаније. Сулејманово најмлађе дете. | 4      |
| Мехмет Озгур                             | Лутфи-паша                   | Муж султаније Шах и отац султаније Есмахан. | 3      |
| Ибрахим Раџи Оксуз                       | Сулејман-паша                | Велики везир Османског царства. | 3      |
| Гамзе Дар                                | Госпа Фидан                  | Слушкиња султаније Махидевран, бивша слушкиња Хурем-султаније. | 1-4    |
| Енгин Гунајдин                           | Ђул-ага                      | Слуга султаније Хурем. | 2      |
|                                          | Али-ага                      | непријатељ Рустем-паше. | 4      |
| Јилдрим Ураг                             | Мехмед-паша Соколовић        | Велики везир Османског царства. | 4      |
| Серенај Акташ                            | Ајше-хатун                   | Султанова миљеница. | 1      |
| Јуксел Унал                              | Шећер-ага                    | Главни кувар на двору. | 1-4    |
| Џансу Дере                               | Фирузе хатун/Хумејра         | Персијска шпијунка, рођака персијског султана. | 3      |
| Хасан Кучукчетин                         | Искендер Челебија            | Непријатељ Ибрахим-паше. | 1-3    |
| Алп Екен                                 | Папа Климент VII             | Римски Папа. | 1-3    |
| Гонџа Саријилдиз                         | Госпа Фатма                  | Наложница принца Мустафе. | 1-3    |
| Тансел Онгел                             | Алвисе Грити                 | Ибрахимов пријатељ. | 1-2    |
| Бурџу Туна                               | Гулнихал / Марија            | Најбоља пријатељица султаније Хурем. | 1      |
| Унал Јетер                               | Кираз-ага                    | Ага у харему. | 3      |
| Нихан Бујукагач                          | Гулшах                       | Слуга султаније Махидевран, касније султаније Хурем. | 1-3    |
| Езги Ејубоглу                            | Ајбиге                       | Највећа љубав Бали-бега. | 2      |
| Луран Ахмети                             | Хусрев-паша                  | Други муж султаније Хатиџе. | 3      |
| Каја Акаја                               | Локман-ага                   | Ага у харему. | 4      |
| Елиф Атакан                              | султанија Румејса            | Жена принца Мустафе. | 3-4    |
| Сајгин Сојал                             | Мерџан-ага                   | Слуга султаније Шах. | 3      |
| Ипек Јалова                              | принцеза Изабела Фортуна     | Шпанска принцеза. | 2      |
| Мурат Шахан                              | Мустафа-паша                 | Управник двора. | 1-3    |
| Садет Аксој                              | Садика / Викторија           | Мађарска шпијунка. | 1      |
| Сећкин Оздемир                           | Лео                          | Хуремина прва љував. | 1      |
| Хајал Косеоглу                           | Ефсун / Нора                 | Наложница принца Мусфафе. | 2      |
| Киванч Килинћ                            | Ферхат-паша                  | Муж султаније Бејхан. | 1      |
| Гуркан Ујгун                             | Мимар-Синан                  | Највећи архитекта у Османском царству. | 3-4    |
| Ћакан Фулха                              | Илјас-ага                    | Убица принца Мехмета. | 3      |
| Кадир Чемрик                             | краљ Лајош II                | Краљ Мађарске. | 1      |
| Бурак Саримола                           | Зумурт-ага                   | Сулга султаније Михримах. | 3      |
| Муџе Узман                               | Армин                        | Љубав Бали-бега, Јеврејка. | 2      |
| Елиф Таш                                 | Гулбахар-калфа               | Слушкиња султаније Михримах. | 3-4    |
| Ефе Мехмет Гунеш                         | султанзаде Осман             | Син султаније Хатиџе и Ибрахим-паше. | 3      |
| Бергузар Корел                           | Моника Тереза                | Сестра Сењор Гритија. | 1      |
| Мурат Тузун                              | Ахмед-паша                   | паша Египта. | 1      |
| Хајал Косеоглу                           | Нилуфер-хатун                | Хуремина помоћница. | 1      |
| Ајше Оздемир                             | Сењора Габријела             | Сестра султаније Румејсе. | 3      |
| Гунер Озкур                              | Ракел-хатун                  | Јеврејски зеленаш. | 1-3    |
| Мина Нур Кајмас Ализе Гордум             | султанија Нергиз Шах         | Ћерка принца Мустафе и Ајше султаније. Омиљена унука Сулејмана Величанственог. | 3-4    |
| Серенај Акташ                            | султанија Ајше               | Жена принца Мycтафе. Мајка Нергиз Шах султаније. | 3      |
| Себахат Кумаш                            | Есма хатун                   | Служавка Хурем султаније. | 1-3    |
| Рејхан Таcopен                           | Дилшах хатун                 | Наложница принца Селима, супарница Нурбану султаније. | 4      |
| Елиф Иремз                               | Султанија Гевхерхан          | Ћерка принца Селима и Нурбану султаније, близнакиња Есмахан и Шах султаније. | 4      |
| Илгаз Фират                              | Есмахан султанија            | Ћерка принца Селима и Нурбану султаније, близнакиња Гавхерхан и Шах султаније. Жена Мехмет паше Соколовића. | 4      |
| Ираз Фират                               | Шах султанија                | Ћерка принца Селима и Нурбану султаније. Близнакиња Гаверхан и Есмахан султаније. | 4      |
| Озге Гурел                               | Султанија Рана               | Жена принца Бајазида. | 4      |
| Кубра Кип                                | Џамферда хатун/калфа         | Служавка султаније Нурбану. | 4      |
| Алперен Коселер                          | Принц Мурад                  | Син принца Селима и Нурбану султаније. Омиљени унук Сулејмана Величанственог. | 4      |
| Букет Орхан                              | Мелек Калфа                  | Слушкиња Фатма султаније. | 4      |
| Афа Буер                                 | Јусуф                        | Његов отац убијен је док је он још био мали, те су га Атаманџа и принц Мустафа усвојили. | 4      |
| Корау Ефе Yазган                         | Принц Орхан                  | Син принца Бајазида и Рана султаније. | 4      |
| Хамза Тарик Огуз                         | Принц Осман                  | Син принца Бајазида и Рана султаније. | 4      |
| Џавит Цетин Гунер                        | Газанфер ага                 | Слуга принца Селима и Нурбану султаније. | 4      |
| Суат Карауста                            | Зал Махмуд паша              | Паша/ага. | 4      |
| Маџит Копер                              | Лала Мустафа                 | Учитељ принца Селима и принца Бајазида. | 4      |

## Приказивање и пријем у Србији
Уочи завршетка најгледаније стране серије у Србији, Кад лишће пада, чије је емитовање трајало пуних 15 месеци, Прва српска телевизија је почетком фебруара 2012. организовала СМС гласање путем којег су гледаоци били у прилици да одлуче коју серију желе да прате у термину од 20 часова. Поред Сулејмана Величанственог, у оптицају су биле још две турске серије, Езел и Плач виолине, те хрватска Ларин избор. Како би гледаоци били боље упознати са њима, прве епизоде свих серија емитоване су у вечерњим терминима, у периоду од 13. до 16. фебруара. Након 17-дневног гласања, у недељу 29. фебруара, Сулејман Величанствени је проглашен победником са освојених 27,70% гласова (Езел 26,30%, Ларин избор 23,46%, Плач виолине 22,54%). Приказивање серије је настављено другом епизодом од 27. фебруара. Исте вечери серију је пратило више од милион и 700 хиљада гледалаца (амр 13% у општој популацији). Серија је и у даљем току емитовања наставила да остварује добру гледаност и задржала позицију најгледаније стране серије у земљи.
Упркос високим резултатима гледаности, серија је изазвала и мноштво негативних реакција, посебно након емитовања епизода у којима се приказује пад Београда (1521). Самом чину освајачког похода на Београд посвећено је мало минутаже, па је исти деловао доста једноставније од оног коме кроз историју сведочи мноштво чињеница. Реакције су стизале од самих гледалаца, медија, али и историјских критичара.
Историчар Чедомир Антић сматра да серија представља културну пропаганду Турака, те да држава треба да реагује и спречи даље емитовање исте. Серији је замерено и то што је освајање Београда представила као рат Турака са Угарима, упркос чињеницама које говоре о томе да је рат вођен са Србима, пошто је Угарска у то време била знатно слаба, а помоћ са стране није стигла. Неколико стотина Срба, на челу са војводом Петром Овчаревићем, бранило је град који су Турци безуспешно нападали већ 150 година пре Сулејмана.
Према српском историчару и академику САНУ, Радовану Самарџићу, који је опсаду Београда описао у књизи Сулејман и Рокселана, освајање Београда било је највећи османски поход до тог времена, а мере које је Сулејман спроводио на рачун Срба биле су изузетно свирепе.
Поред тога, иако је Београд тада припадао Угарској, његови житељи су пре свега били Срби, а не искључиво Угри, како је приказано у серији. Након заузимања града, Сулејман у серији становништву поручује да не брину, јер ће Турци опростити свима који моле за милост. „Он јесте пустио целокупну угарску посаду да се повуче, али је око 2.000 српских породица из Београда протерао у околину Цариграда, јер том становништву Турци једноставно нису веровали. У серији су те неистине спаковане питко да би их прихватили гледаоци“ – наводи проф. Ема Миљаковић за Вечерње Новости.
Оспораван је и приказ харема, који је у стварности изгледао доста суровије. Његове станарке су довођене са пијаца робља, многима су тим поводом страдали и чланови породице, а кроз серију у харему живе безбрижно, раскошно и прижељкују тренутак када ће да посете султанове одаје.
Сама серија у Србији се доживљава као турска пропаганда, којом је ревидирана верзија историје, те да се њом турско царство представља као толерантно, мултиетничко и мултиверско. Уопштено, сам прилив турских серија на просторе Европе сматра се саморекламом пред европским народима, кроз настојање да Турска што пре постане члан Европске уније.
Приказивање серије о величанственом веку турске историје, изазвало је и реакције десничарских организација. Ултрадесничарски покрет „Наши“ је крајем марта 2012. широм Београда облепио плакате са порукама протеста.
Ипак, многи серију доживљавају као и сваку другу теленовелу. Сценариста оваквог пројеката није обавезан да се држи историјских чињеница, а с обзиром на то да се ради о серији у којој преовладавају елементи драме, уобичајено је да се више пажње посвећује љубавном животу протагониста и дешавањима у оквиру њихове заједнице.